# Millennium Park

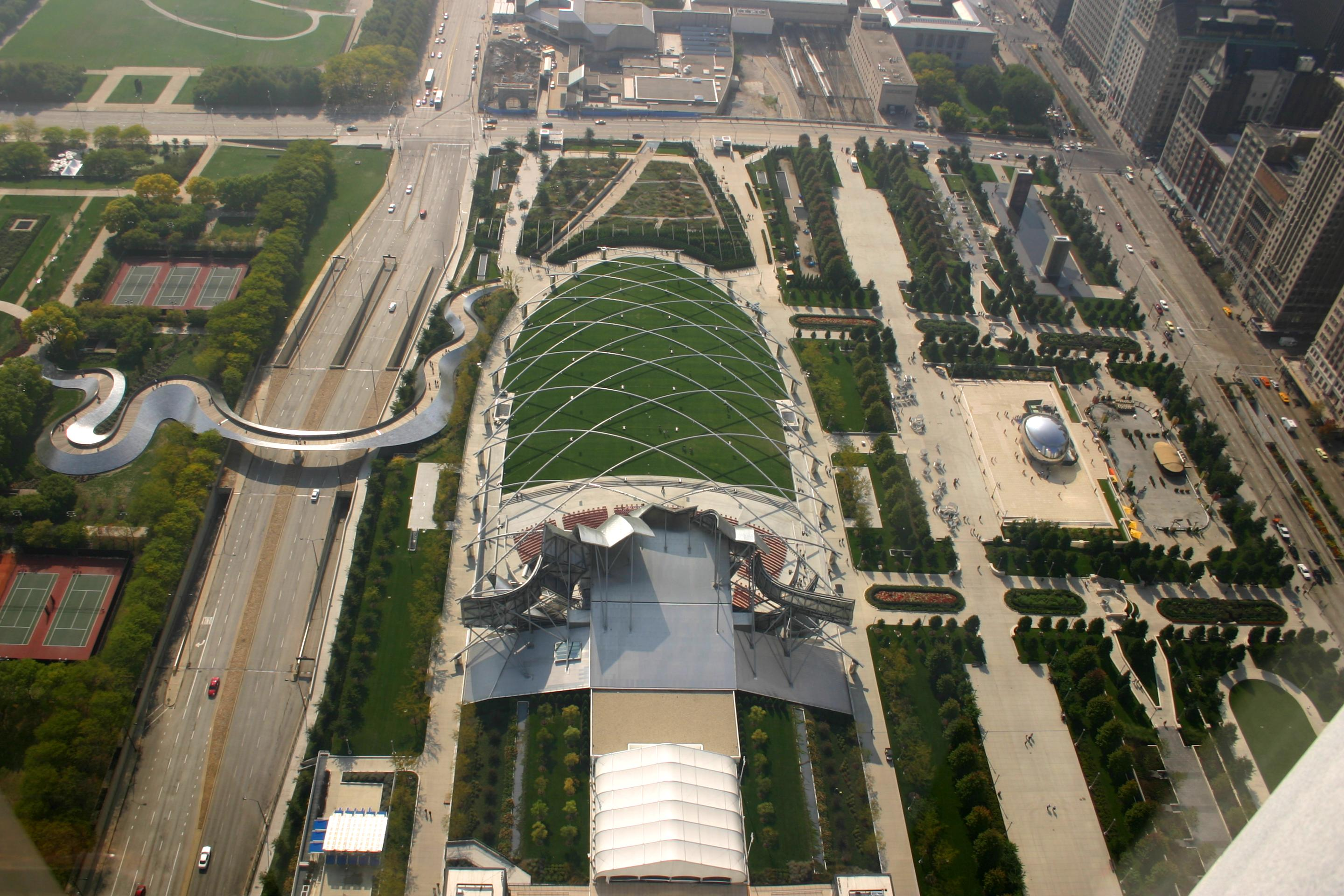
Millennium Park

Der Millennium Park ist ein öffentlicher Park in Chicago, dessen Eröffnung ursprünglich zur namensgebenden Jahrtausendwende geplant war. Der Park mit einer Fläche von 99.000 Quadratmetern bildet eine nordwestliche Erweiterung des wesentlich größeren Grant Park, der sich am Ufer des Michigansees erstreckt.
Der Park entstand am Rand der Innenstadt Chicago Loop auf einer Fläche, die von der Illinois Central Railroad zuvor als Rangierbahnhof und für Parkplätze genutzt wurde. Er wird durch die Michigan Avenue, die Randolph Street, den Columbus Drive und den East Monroe Drive begrenzt und enthält eine Vielzahl von Attraktionen und Veranstaltungsorten, die ihn zum beliebten Naherholungsgebiet machen. Seit 2009 ist der Millennium Park nach der Navy Pier die zweitgrößte Chicagoer Touristenattraktion.
Die Planung des Parks begann im Oktober 1997, die Bauarbeiten im Oktober 1998 und eröffnet wurde der Millennium Park in einer Feierstunde am 16. Juli 2004. Durch zahlreiche Designänderungen und Budgetüberschreitungen erfolgte die Eröffnung vier Jahre später als ursprünglich geplant. Rund 300.000 Menschen besuchten die dreitägige Eröffnungsfeier, bei der das Grant Park Orchestra das Eröffnungskonzert aufführte. Der Park erhielt Auszeichnungen für seine Zugänglichkeit und sein umweltfreundliches Design. Er verfügt bei freiem Eintritt über Attraktionen wie den Jay Pritzker Pavilion, das Cloud Gate, die Crown Fountain und den Lurie Garden. Die BP Pedestrian Bridge und der Nichols Bridgeway verbinden den Park mit anderen Teilen des Grant Park. Der Park wurde über einer Tiefgarage und der S-Bahn-Station Millennium Station erbaut.
Die Baukosten betrugen insgesamt 475 Millionen USD, 270 Millionen USD stammten aus Steuereinnahmen, der Rest wurde von privaten Spendern finanziert. Das ursprüngliche Budget von 150 Millionen USD wurde mehrfach überzogen. Die Verzögerungen und Kostenüberschreitungen beim Bau wurden Planungsfehlern, vielen Designänderungen und einer Vetternwirtschaft zugeschrieben. Dennoch lobte die Chicago Tribune den Park nach seiner Fertigstellung wegen seiner Kombination von Technik, Architektur, Kunst und Landschaftsgestaltung.

## Geschichte

### Frühere Nutzung des Geländes

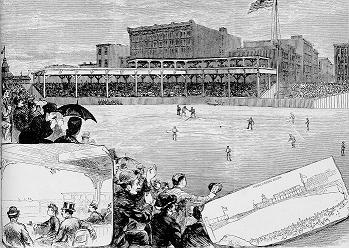
Lake Front Park im Jahr 1883

Zwischen 1852 und 1997 besaß die Illinois Central Railroad das Wegerecht zwischen Downtown Chicago und dem Lake Michigan, in dem Areal, in dem der Grant Park erbaut wurde, und nutzte es für Gleisanlagen. Im Jahr 1871 wurde ein Baseballstadion, die Union Base-Ball Grounds, auf einem Teil des zukünftigen Millennium Parks gebaut. Die Chicago Cubs trugen dort ihre Heimspiele aus, bis das große Feuer von Chicago das Stadion zerstörte. Der Lake Front Park, das neue Spielfeld der Cubs, wurde 1878 mit einem wegen der Gleisanlagen verkürzten rechten Feld gebaut.
Die Anlage wurde ausgebessert und die Zuschauerkapazität 1883 verdoppelt, aber das Team musste nach der Beendigung der nachfolgenden Saison umziehen, da die Bundesregierung der Vereinigten Staaten der Stadt das Gebiet mit der Auflage übertragen hatte, es nicht kommerziell zu nutzen. Daniel Burnham plante den Grant Park um das Gelände der Illinois Central Railroad in seinem Plan of Chicago aus dem Jahr 1909. Der Burnham-Plan für Chicago empfahl eine integrierte Reihe von Projekten, darunter neue und verbreiterte Straßen, Parks, neue Eisenbahn- und Hafenanlagen sowie neue öffentliche Gebäude. Obwohl nur Teile des Plans realisiert wurden, hatte der Plan einen großen Einfluss auf die Stadtplanung von Chicago.

### Planungs- und Realisierungsphase
Im Jahr 1997, als der Stadt das Baurecht auf dem Gebiet der Gleisanlagen zufiel, entschied sie, eine Parkplatzanlage in der nordwestlichen Ecke des Grant Park und einen großen städtischen Park im Bereich des Chicago Loop rund um den Buckingham-Brunnen und das Art Institute of Chicago zu bauen. Er wurde ursprünglich als Lakefront Millennium Park geplant. Aufgrund begrenzter finanzieller Möglichkeiten schaltete die Stadt John Bryan, einen prominenten Manager, ein, der Sponsoren aus Wirtschaft und wohlhabenden Familien suchen sollte. Bryan kam auf die Idee, nicht Gelder für den Park einzuwerben, sondern die Sponsoren um die vollständige Übernahme von einzelnen Attraktionen im Park zu bitten. Daher tragen jetzt alle Einrichtungen im Millennium Park den Namen eines Unternehmens oder einer Chicagoer Familie.
Grundlage der Planungen des ursprünglichen Planungsbüros von Skidmore, Owings & Merrill war eine 65.000 Quadratmeter große Freifläche mit einer unterirdischen Parkplatzanlage über den Gleisen der METRA/Illinois Central Railroad am Rand des Grant Park. Durch die Sponsoren und ihre Projekte kamen dann Stararchitekten wie Frank Gehry und Thomas Beeby hinzu.
Im Februar 1999 wurde als erster Partner die Familie Pritzker vorgestellt, in deren Auftrag Frank Gehry eine Konzertmuschel und eine Fußgängerbrücke über den Columbus Drive errichten sollte. Die Chicago Tribune lobte daraufhin Gehry als den heißesten Architekten des Universums in Bezug auf die Anerkennung für sein Guggenheim-Museum Bilbao. Der Projektleiter des Millennium Park Projekts, Edward Uhlir, bemerkte über Frank Gehry, dass er die Spitzenposition des nächsten Jahrhunderts der Architektur einnehme. In den folgenden Jahren wurden weitere, durch Sponsoren finanzierte Einrichtungen und Attraktionen zur Planung hinzugefügt.

### Nutzung des Parks
Bei Familien und Kindern sehr beliebt ist die Crown Fountain, die aus zwei circa 15 Meter hohen Glasbausteintürmen besteht. Hinter den Glasbausteinen wird ein Video der Gesichter von Einwohnern der Stadt auf LED-Bildschirme projiziert. Gegen Ende einer Videosequenz spritzt Wasser aus dem projizierten Mündern, eine Reverenz an die traditionellen Wasserspeier historischer Brunnen. Es wurden etwa 1.000 Chicagoer Bürger für die Videosequenzen aufgenommen. Der Brunnen wurde von dem katalanischen Künstler Jaume Plensa konzipiert. Seit seiner Eröffnung im Jahre 2004 haben bereits Millionen Besucher den Park besucht. Das Cloud Gate ist ein beliebtes Kunstobjekt für Fotoaufnahmen, wobei für professionelle Aufnahmen Lizenzen benötigt werden. In den Wintermonaten nutzen die Besucher eine frei zugängliche Schlittschuhbahn, den McCormick Tribune Ice Rink.

## Attraktionen
Der Park ist täglich zwischen 6 und 23 Uhr geöffnet, der Eintritt ist frei.

### Jay Pritzker Pavilion

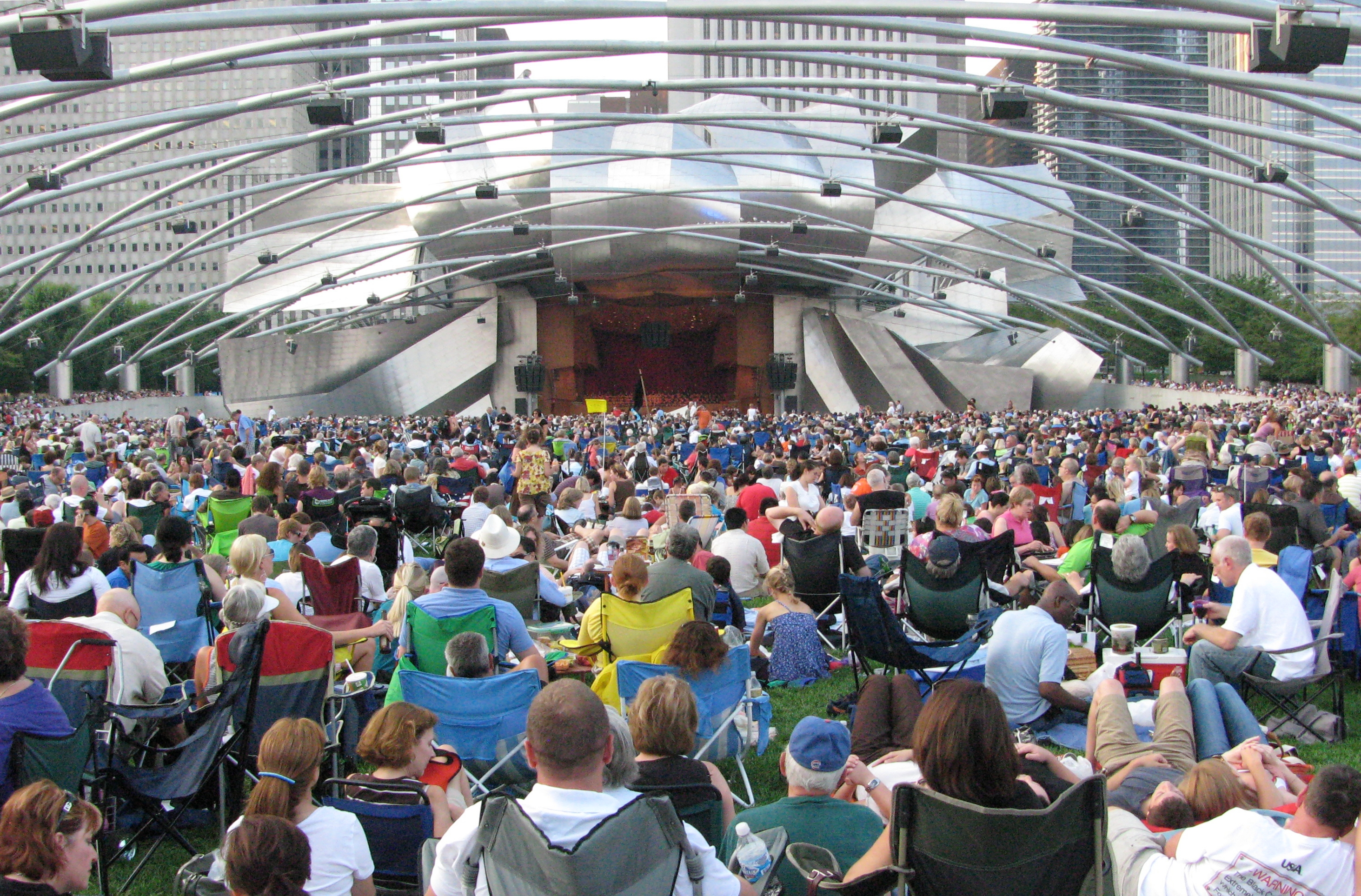
Konzertbesucher lauschen Beethovens 9. Symphonie im Jay Pritzker Pavilion, dem zentralen Ort des Millennium Parks

Den Kern des Millennium Parks bildet der Jay Pritzker Pavilion, eine von Frank Gehry entworfene Konzertmuschel. Der Pavillon weist 4000 feste Sitze und zusätzliche 7000 Rasensitzplätze auf. Die Bühne wird umrandet von gekrümmten Platten aus rostfreiem Stahl, einem Charakteristikum von Gehry. Er wurde benannt nach Jay Pritzker, dessen Familie als Eigentümer der Hyatt Hotelkette bekannt ist und der ein bedeutender Sponsor des Projekts war. Er stiftete den renommierten Pritzker-Architektur-Preis. Der Pritzker Pavilion ist der Veranstaltungsort für kleinere Freiluftaktivitäten darstellender Künste und ergänzt die Petrillo Music Shell, die größte und älteste Konzertmuschel des Grant Parks.
Der Pavillon ist teilweise über dem Harris Theater for Music and Dance gebaut, das Veranstaltungshaus des Parks für darstellenden Künste, mit denen es eine Laderampe und Backstage-Einrichtungen teilt. Der Pavillon wird als bedeutende Verbesserung im Vergleich mit der Petrillo Music Shell gesehen.
Zunächst war der Eintritt zu den Rasenplätzen des Pavillons kostenlos für alle Konzerte. Das änderte sich, als Tori Amos dort das erste Rockkonzert am 31. August 2005 aufführte, obwohl die meisten Konzerte weiterhin kostenlos zu besuchen sind.
Der Pritzker Pavilion ist der Sitz des Grant Park Symphony Orchestra and Chorus und des Grant Park Music Festivals, der einzigen freien, kommunal unterstützten Freiluftkonzertreihe klassischer Musik. Das Festival wird vom Chicago Park District und dem Chicago Department of Cultural Affairs durchgeführt. Der Pavillon beherbergt eine breite Palette von anderen Konzertreihen und jährliche Veranstaltungen der darstellenden Künste.
Das Spektrum der auftretenden Interpreten reicht von Mainstream-Rockbands bis zur klassischen Musik und Oper. Im Pavillon sind des Weiteren Räume für Fitnessaktivitäten wie Yoga vorhanden. Alle Probeaufführungen im Pavillon sind der Öffentlichkeit zugänglich. Speziell ausgebildete Betreuer stehen den Besuchern der Musikfestivalproben zur Verfügung. Diese sogenannten Dozenten beantworten Fragen der Besucher und bieten informative Gespräche während der Proben an.
Der Bau des Pavillons führte zu einer juristischen Kontroverse, da es historisch bedingte Höhenbeschränkungen für Gebäude in Grant Park gibt. Um diese Beschränkungen zu umgehen, klassifizierte die Stadt die Konzertmuschel als Kunstwerk und nicht als Gebäude. Die Baupläne wurden im Laufe der Zeit wegen Design- und Montageproblemen überarbeitet. Einige Positionen wurden verworfen, andere hinzugefügt, da eine erfolgreiche Spendensammlung das Budget anwachsen ließ.
Am Ende wurde der Pavillon mit festen Sitzreihen, einem großen Rasen, einem Gitternetzwerk zur Unterstützung des Soundsystems und einer freien Edelstahlüberdachung im Stile Gehrys gebaut. Es verfügt über ein Soundsystem mit einem akustischen Design, das dem Sounderlebnis einer Konzerthalle gleichkommt. Kritiker lobten den Pavillon und den Millennium Park wegen seiner Zugänglichkeit. Bei einer Preisverleihung im Pavillon wurde er im Jahre 2005 als einer der am besten zugänglichen Parks, nicht nur in den Vereinigten Staaten, sondern möglicherweise der Welt beschrieben. Im Jay Pritzker Pavilion treten seit 2013 auch die Hauptacts des Chicago Jazz Festivals auf, im Jahr 2014 etwa George Freeman, Rufus Reid, Terence Blanchard mit Ravi Coltrane, Gary Burton und das Sun Ra Arkestra.

### AT&T Plaza und Cloud Gate

Spiegelung der nächtlichen Chicagoer Skyline im Cloud Gate

Der AT&T Plaza ist ein öffentlicher Platz, auf dem die Skulptur Cloud Gate aufgestellt ist. Er wurde im Juli 2004 während der großen Parkeröffnungszeremonie mit der Enthüllung der Skulptur eröffnet. Ameritech spendete 3 Millionen USD für die Namensrechte, aber der Platz wurde als SBC Plaza nach SBC Communications aufgrund eines Unternehmenszusammenschlusses bezeichnet. Der Zusammenschluss von SBC und AT&T führte zum jetzigen Namen. Die Skulptur und der AT&T Plaza liegen an der Oberseite des Park Grills, zwischen der Chase Promenade und dem Ice Rink. In der Weihnachtszeit findet auf dem Platz das Sternsingen statt.
Das Cloud Gate ist eine Stahlskulptur, die wegen ihrer Form als The Bean bekannt ist. Die Skulptur ist in den Vereinigten Staaten das erste öffentliche Kunstwerk des bekannten Künstlers Anish Kapoor. Das privat finanzierte Kunstwerk kostete mit 23 Millionen USD erheblich mehr als die ursprünglich geschätzten 6 Millionen USD. Es besteht aus 168 zusammengeschweißten Edelstahlplatten. Auf seiner hochglanzpolierten Außenhaut sind keine Nähte sichtbar und es wiegt 100 Tonnen. Die Bean ist bei den Besuchern des Parks für die Aufnahmen von verzerrten fotografischen Selbstporträts beliebt.

### BP Pedestrian Bridge

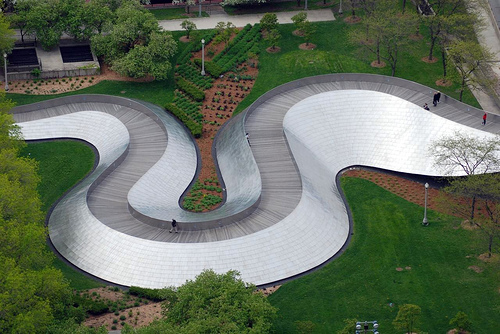
BP Pedestrian Bridge

Die BP Pedestrian Bridge ist eine freitragende Fußgängerbrücke über den Columbus Drive, die den Millennium Park mit dem Daley Bicentennial Plaza verbindet. Beide sind Teil des Grant Park. Die Fußgängerbrücke ist die erste von Gehry gebaute Brücke. Sie wurde nach dem international tätigen Energieunternehmen BP benannt, das 5 Millionen USD für den Bau des Parks gespendet hatte. Eröffnet wurde sie am 16. Juli 2004, zusammen mit dem Rest des Millennium Parks. Gehry war von der Stadt umworben worden, die Brücke und den benachbarten Jay Pritzker Pavilion zu entwerfen. Nachdem die Familie Pritzker die Finanzierung des Pavillons übernommen hatte, stimmte Gehry dem zu. Die Brücke ist bekannt für Gehrys Ästhetik; sein Stil ist in seinen biomorphen Anspielungen und der umfangreichen skulpturalen Verwendung von Platten aus rostfreiem Stahl zum Ausdruck der Abstraktion zu sehen. Sie hat eine schlangenförmige, geschwungene Form. Das Brückendesign erfüllt Highway-Standards, das heißt, sie ermöglicht den Andrang des Fußgängerverkehrs beim Verlassen des Pritzker Pavilions bei Veranstaltungen und kann schwere Lasten tragen.
Die Fußgängerbrücke dient als Lärmschutz für den Pavillon und schirmt den Verkehrslärm aus Richtung Columbus Drive ab. Sie ist ein Bindeglied zwischen dem Millennium Park und Orten im Osten wie dem nahe gelegenen Seeufer, anderen Teilen des Grant Park und einer Tiefgarage. Obwohl die Brücke im Winter geschlossen ist, weil das Eis nicht sicher vom hölzernen Gehweg entfernt werden kann, hat sie gute Kritiken für ihr Design und ihre Ästhetik erhalten.

### Crown Fountain
Im Dezember 1999 beschlossen Lester Crown und seine Familie, ein Wasserspiel im Millennium Park zu sponsern. Im Gegensatz zu anderen Sponsoren handelte die Crown-Familie aktiv bei der Auswahl des Künstlers und hielt einen Design-Wettbewerb ab. Die Wahl der Crowns fiel schließlich auf den katalanischen Konzeptkünstler Jaume Plensa. Die Crown Fountain ist ein Wasserspiel, interaktives Kunstwerk und Videoskulptur. Sie wurde im Juli des Jahres 2004 eröffnet. Der Springbrunnen ist aus schwarzem Granit gefertigt. Die Türme sind 15 Meter hoch und verwenden Leuchtdioden hinter Glasbausteinen. Über die Leuchtdioden werden digitale Videos von Gesichtern gezeigt. Die Kosten für die Gestaltung und die Errichtung des Brunnens betrugen 17 Millionen USD.
Am Ende jeder Videosequenz, die von circa 1.000 Einwohnern der Stadt aufgenommen wurden, spitzen die aufgenommenen Menschen den Mund. An der Stelle des gespitzten Mundes ist eine Düse angebracht, durch die in diesem Moment Wasser gespritzt wird, so dass der Eindruck eines Wasserspeiers entsteht. Dies geschieht etwa alle fünf Minuten. Die Gestaltung des Brunnens wurde für seine künstlerischen und Entertainment-Funktionen gelobt. Plensa wollte den Betrachter in eine interaktive Beziehung mit der Kunst integrieren. Der Brunnen ist dafür bekannt, dass seine Besucher in dem reflektierenden Pool plantschen und um Plätze unter dem Wasserauslauf rangeln. Obwohl die Interaktivität eingeplant war, war Plensa über die Verwandlung des Brunnens in einen Wasserpark für Kinder in nur wenigen Stunden nach der Öffnung überrascht. Vor der Fertigstellung waren einige Gruppen besorgt, dass die Skulptur aufgrund ihrer Höhe die ästhetische Tradition des Parks verletzen würde. Nach dem Bau wurden Überwachungskameras oben auf dem Brunnen installiert, was zu öffentlichen Protesten und schließlich als Reaktion darauf zur Entfernung der Kameras führte.

### Lurie Garden

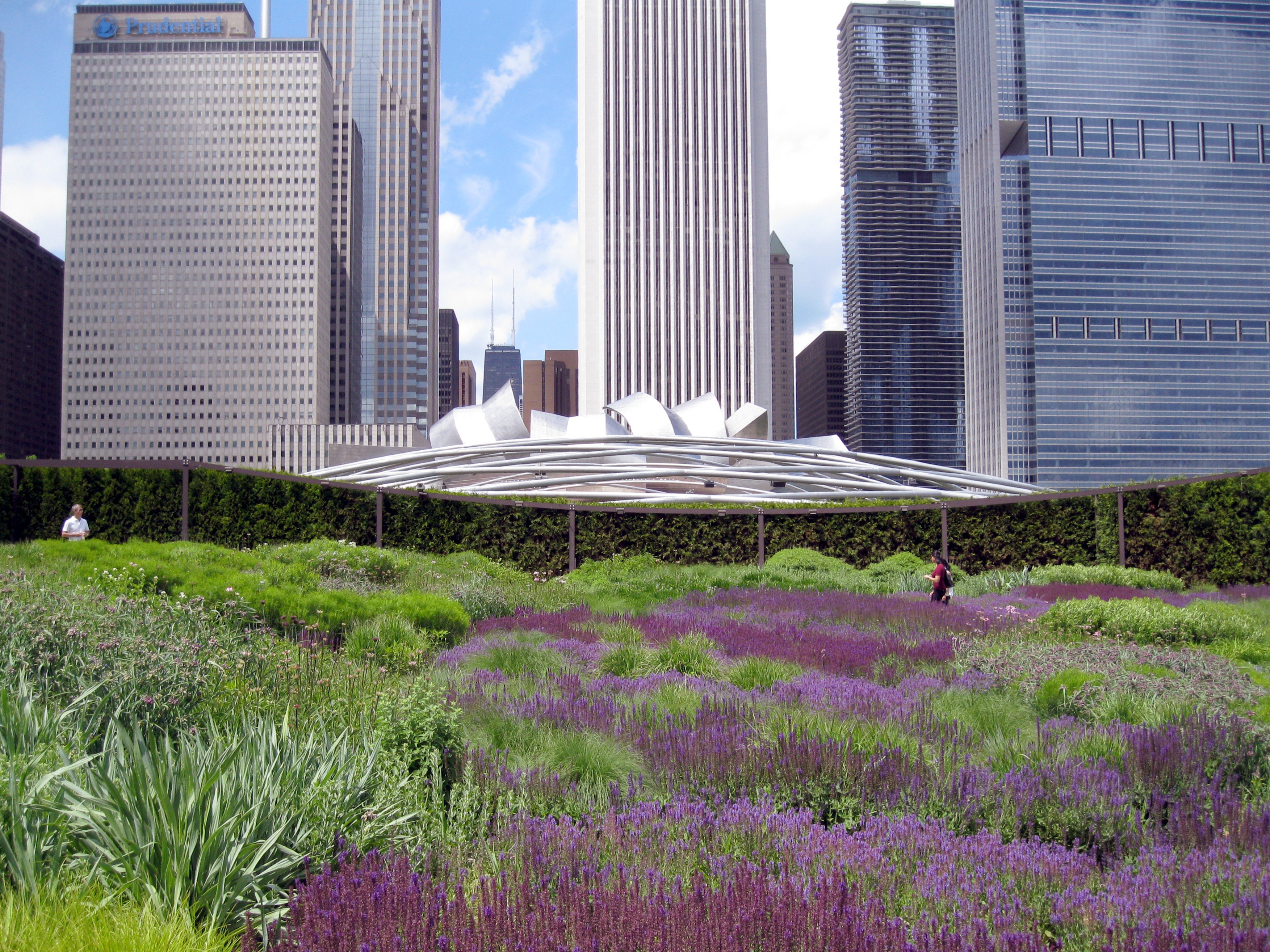
Lurie Garden mit dem Jay Pritzker Pavilion und den Wolkenkratzern an der Randolph Street im Hintergrund

Der Lurie Garden ist ein öffentlicher Garten mit einer Fläche von 10.000 Quadratmetern am südlichen Ende des Millennium Parks. Er wurde von Kathryn Gustafson, Piet Oudolf und Robert Israel entworfen und am 16. Juli 2004 eröffnet. Der Garten enthält mehrjährige Pflanzen, Gräser, Sträucher und Bäume. Er ist Bestandteil der weltgrößten Dachbegrünung. Die Kosten für die Errichtung des Gartens betrugen 13,2 Millionen USD. Für die Pflege, den Unterhalt und die Entwicklung des Gartens wurde eine Stiftung mit einem Budget von 10 Millionen USD bereitgestellt. Er wurde nach der Philanthropin Ann Lurie benannt, die das Geld für die Stiftung zur Verfügung stellte. Der Garten ist ein Tribut an die Stadt, deren Motto Urbs in Horto („die Stadt im Garten“) ist.
Der Lurie Garden besteht aus zwei Teilen. Der dunkle Teil steht für Chicagos Geschichte und trägt eine Kombination von Bäumen, die einen Baldachin bilden und Schatten spenden, sobald sie Blätter tragen. Der helle Teil steht für Chicagos Zukunft mit sonnenliebenden Sträuchern, die in Hitze und Licht gedeihen.

### Wrigley Square

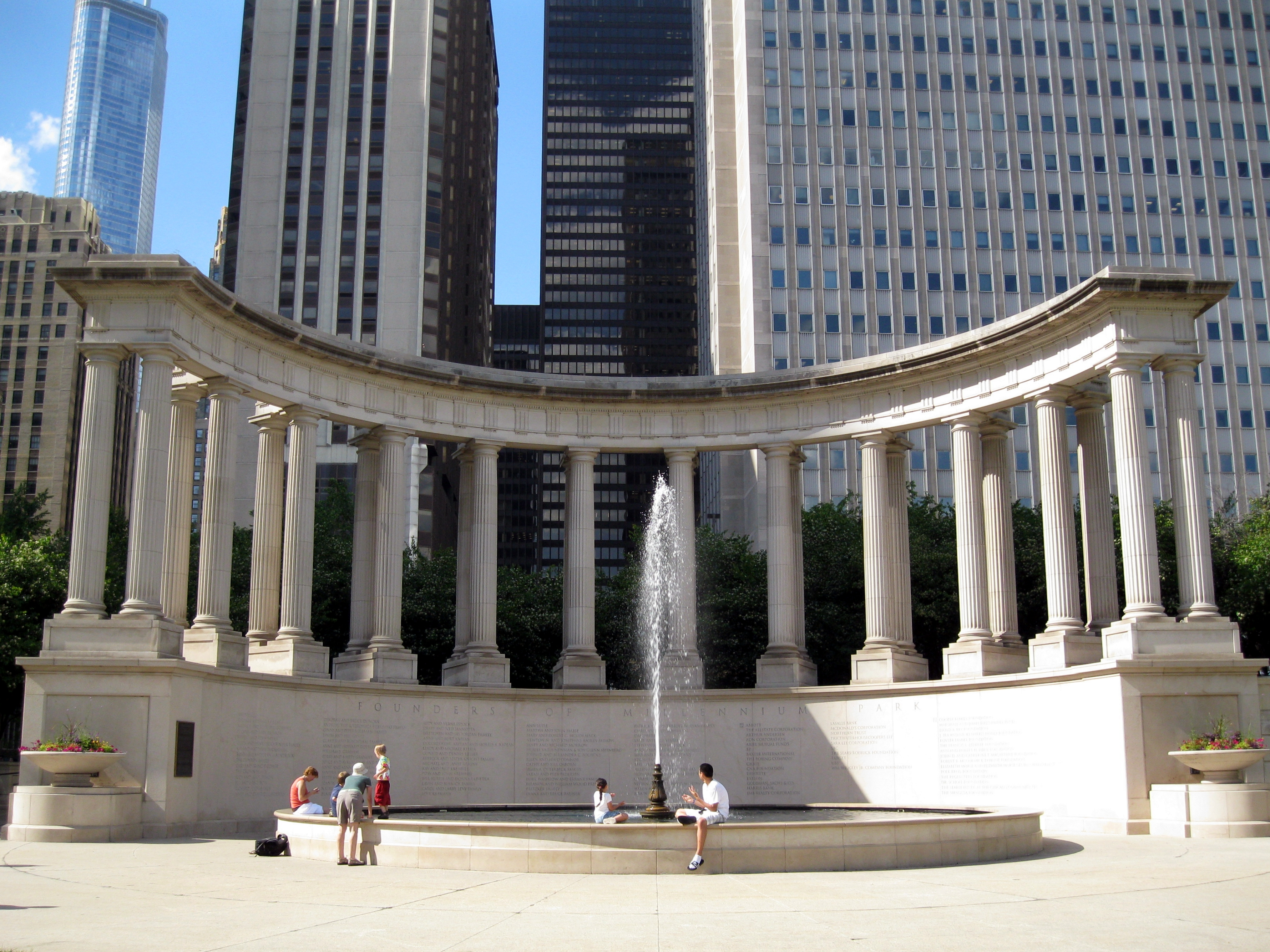
Millennium Monument am Wrigley Square

Wrigley Square ist ein öffentlicher Platz in der nordwestlichen Ecke des Millennium Parks in der Nähe der Kreuzung von East Randolph Street und North Michigan, gegenüber dem historischen Michigan Boulevard District. Er beherbergt das Millennium Monument, eine fast originalgroße Nachbildung des Halbkreises von gepaarten Säulen im griechisch-dorischen Stil, ein sogenanntes Peristyl, das sich ursprünglich zwischen 1917 und 1953 in diesem Bereich des Grant Parks befand. Zum Platz gehört eine große Liegewiese und ein öffentlicher Brunnen. Die William Wrigley Jr. Foundation spendete 5 Millionen USD für das Denkmal und den Platz, der nach dem Stifter der Foundation benannt wurde. Der Sockel der Säulenhalle des Millennium Monument enthält die Namen der 115 Geldgeber, von denen 91 Beiträge von mindestens 1 Million USD geleistet haben, um den Millennium Park zu finanzieren.

### Exelon Pavilions

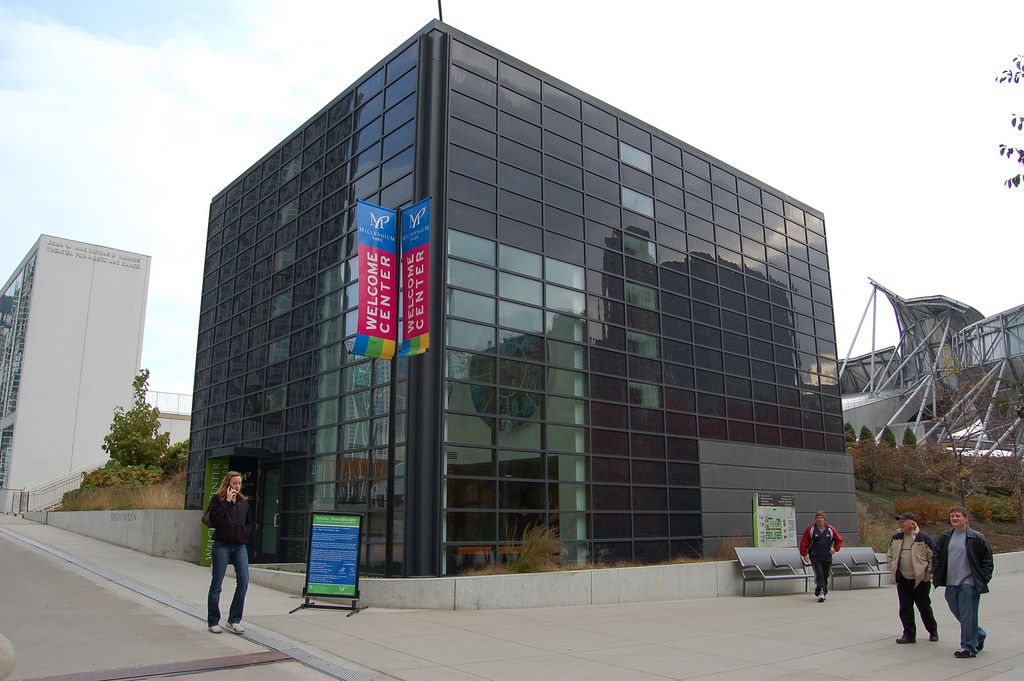
Der nordwestliche Exelon Pavilion ist das Informationszentrum des Millennium Parks

Die Exelon Pavilions sind eine Reihe von vier mit Solarzellen ausgerüsteten Bauwerken im Millennium Park. Sie wurden im Januar 2001 geplant, der Bau begann im Januar 2004. Die südöstlichen und südwestlichen Exelon Pavilions entlang der Madison Street wurden im Juli 2004 fertiggestellt und eröffnet und flankieren den Lurie Garden. Die nordöstlichen und nordwestlichen Exelon Pavilions flankieren das Harris Theater entlang der Randolph Street und wurden im November 2004 fertiggestellt. Am 30. April 2005 wurden die Pavillons festlich eröffnet. Neben der Bereitstellung von Energie bieten drei der vier Pavillons Zugang zu den Tiefgaragen des Parks, der vierte dient als Informationszentrum des Parks. Exelon, ein Stromnetzbetreiber, der den Strom seiner Tochtergesellschaft Commonwealth Edison vertreibt, spendete etwa 5 Millionen USD für die Pavillons.

### Boeing Galleries

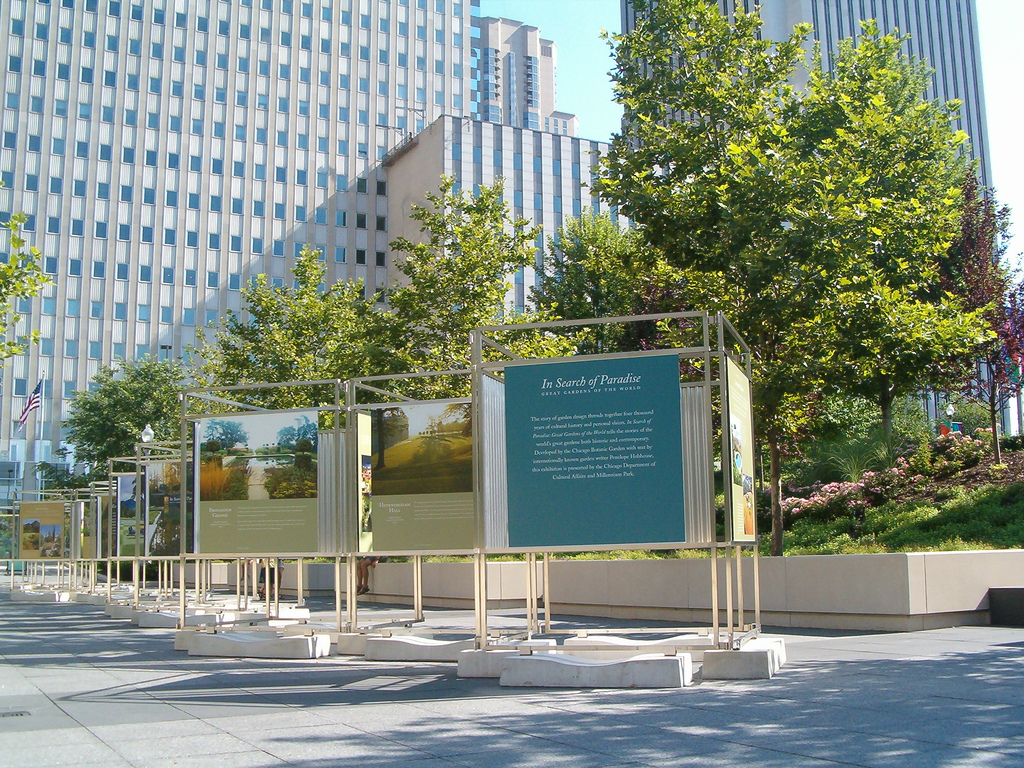
Die Boeing Galleries während der Ausstellung In Search of Paradise im Jahr 2006

Die Boeing Galleries sind zwei Ausstellungsflächen im Millennium Park, die sich oberhalb und östlich vom Wrigley Square und der Crown Fountain befinden. Sie wurden nach der Parkeröffnung fertiggestellt. Im März 2005 kündigte Boeing-Präsident und Chief Executive Officer James Bell an, dass die Firma einen Zuschuss von 5 Millionen USD bereitstellen werde, um die Konstruktion und den Bau der Flächen zu finanzieren sowie für eine Stiftung, die Ausstellungen für bildende Kunst unterstützt. Die Galerien, zwischen März und Juni 2005 gebaut, beherbergten mittlerweile einige Ausstellungen, die zum Teil über zwei Jahre dauerten.

### Chase Promenade

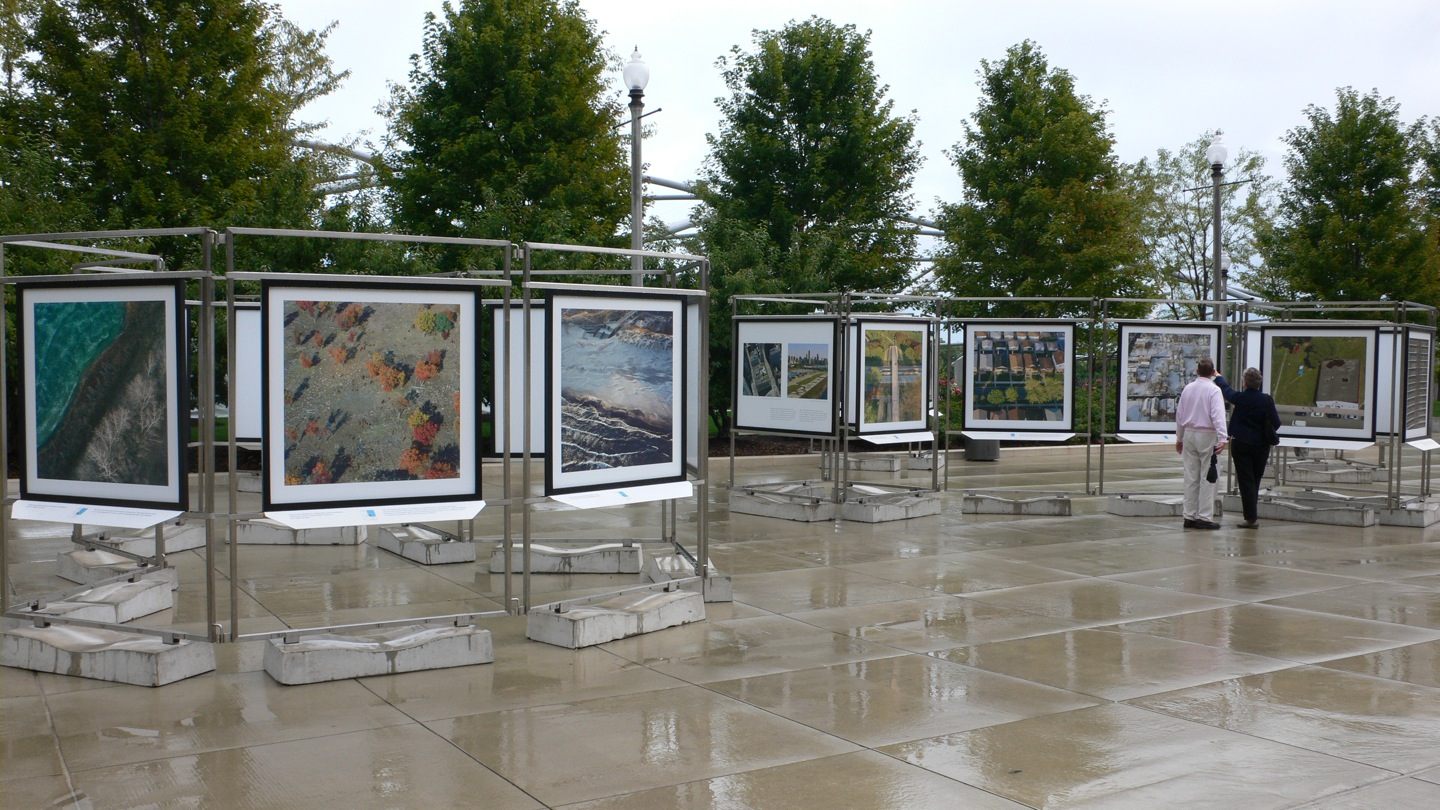
Chase Promenade während der Ausstellung im Jahr 2005 Revealing Chicago

Die Chase Promenade ist eine mit Bäumen gesäumte Promenade im Millennium Park und wurde am 16. Juli 2004 eröffnet. Ermöglicht wurde sie durch eine Spende der Bank One Foundation. Nach der Fusion von Bank One mit JPMorgan Chase im Jahr 2004 wurde der Name in Chase Promenade geändert. Die 32.000 Quadratmeter große Promenade bietet Platz für Ausstellungen und Festivals. Sie kann für private Veranstaltung gemietet werden. Im Jahr 2009 beherbergte sie die Burnham Pavilions, die der Grundstein für die stadtweite Burnham-Plan-Hundertjahrfeier waren.

### Harris Theater

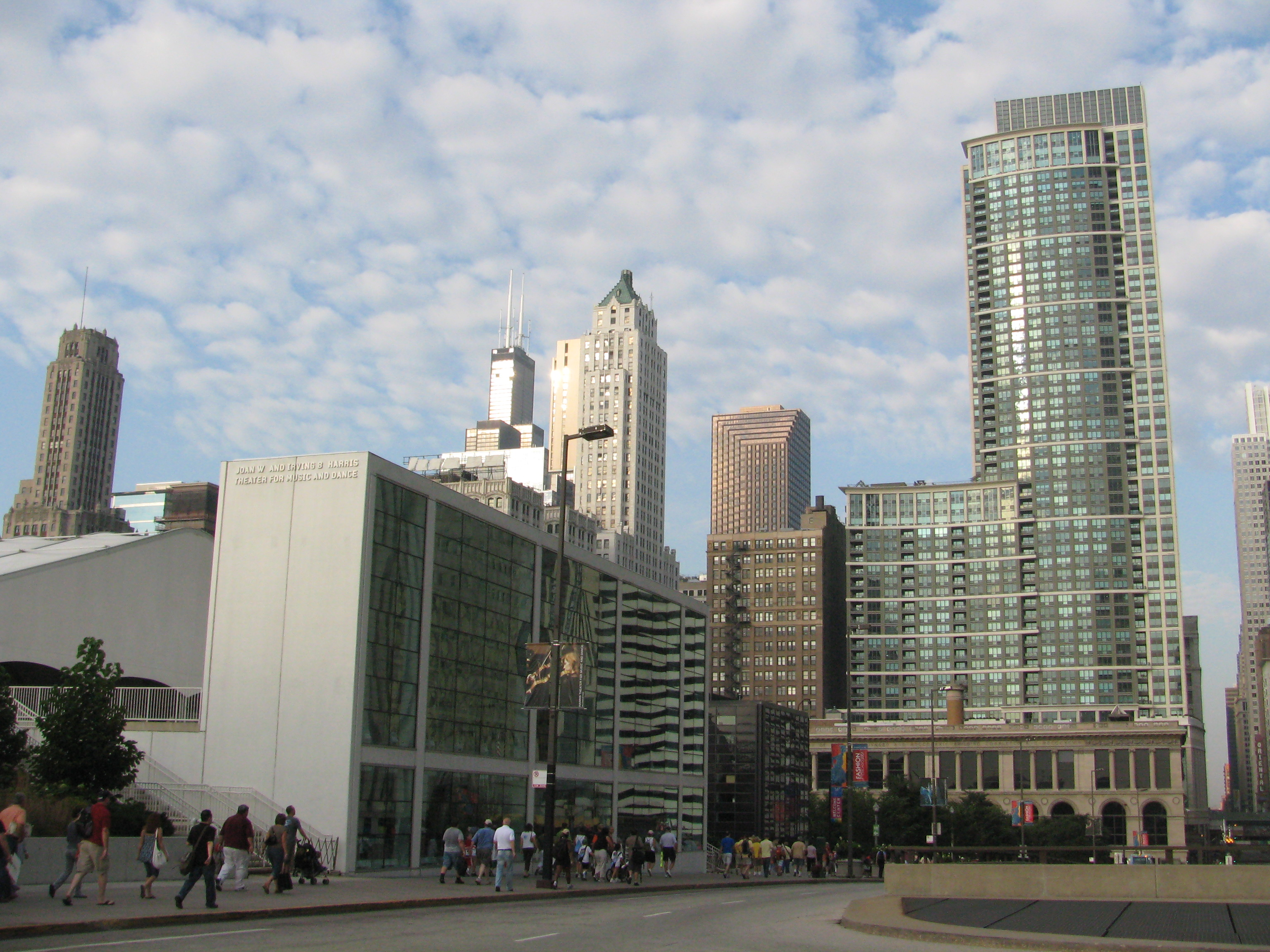
Harris Theater von der Randolph Street fotografiert

Das Joan W. and Irving B. Harris Theater for Music and Dance ist ein Theater mit 1525 Sitzen am nordöstlichen Ende des Millennium Parks. Es wurde von 2002 bis 2003 erbaut und gilt als eine der besten Spielstätten der Stadt für kleinere und mittlere Ensembles. Das Theater, das wegen der Höhenbeschränkungen größtenteils unterirdisch gebaut ist, ist nach seinen Förderern, dem US-amerikanischen Geschäftsmann und Philanthropen Irving Harris und seiner Ehefrau Joan benannt.
Im Theater treten regelmäßig Gruppen wie das Joffrey Ballet, das Hubbard Street Dance Chicago Ballet sowie das Chicago Opera Theater auf. Die Miete für die dort auftretenden Gruppen wird subventioniert und die Gruppen werden im technischen und kommerziellen Bereich beraten und unterstützt. Im Harris Theater treten national und international angesehene Künstler auf, wie das New York City Ballet, das San Francisco Ballet, oder Mikhail Baryshnikov und Stephen Sondheim. Bereits im vierten Jahr war der Betrieb des Theaters profitabel.

### McDonalds Cycle Center

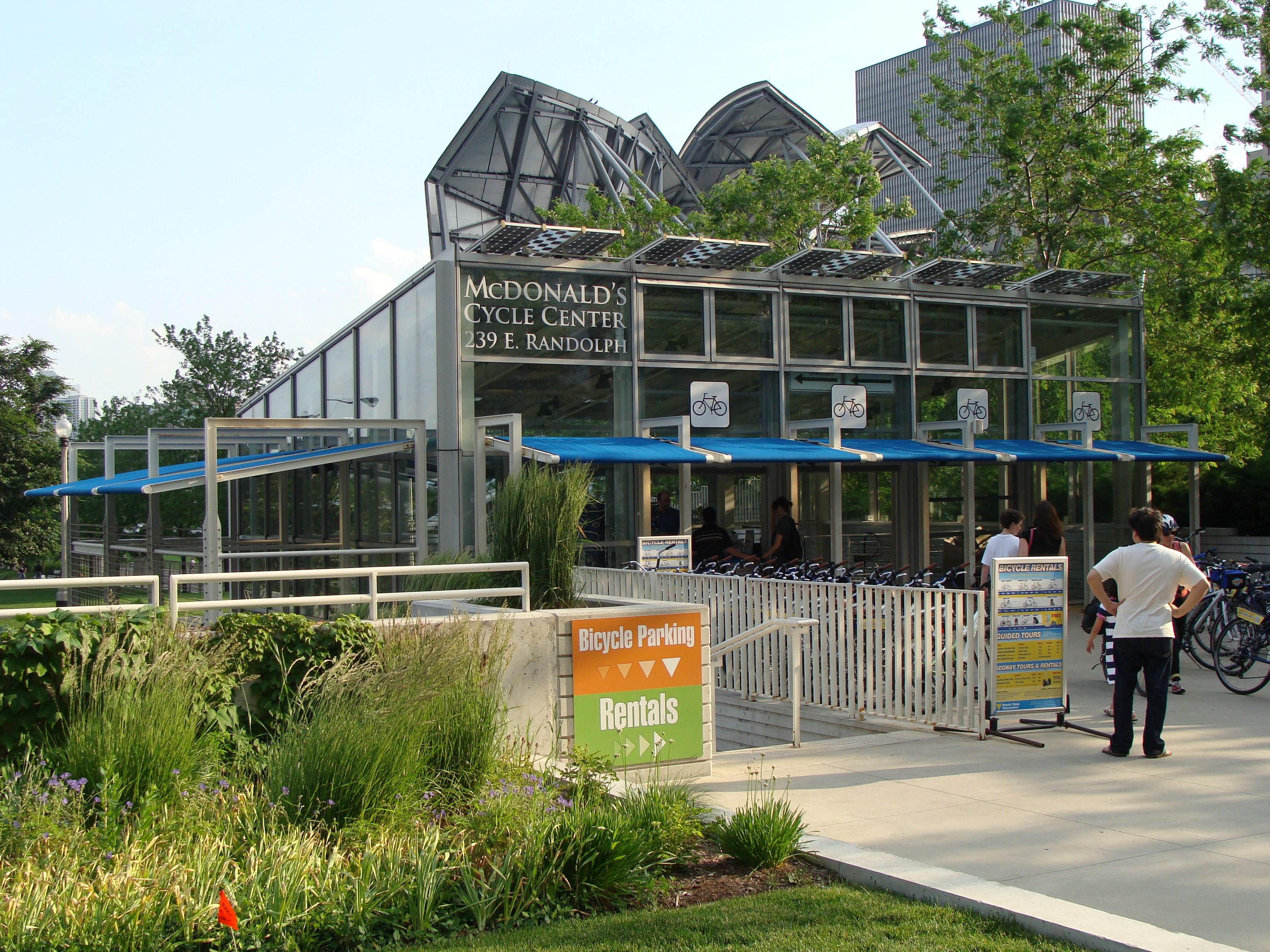
Das McDonalds Cycle Center

Das McDonalds Cycle Center ist eine klimatisierte Fahrradstation in der nordöstlichen Ecke des Millennium Parks. Die Anlage bietet Schließfächer, Duschen, eine Snackbar mit Sitzgelegenheiten im Freien im Sommer, Fahrradreparatur, Fahrradverleih und weitere Annehmlichkeiten für Radfahrer. Die Station wird auch von Joggern und Inline-Skatern genutzt. Dort ist auch eine Fahrradgruppe des Chicago Police Departments untergebracht. Das McDonalds Cycle Center wurde nach der Eröffnung des Parks von McDonald’s gesponsert.

### McCormick Tribune Plaza & Ice Rink

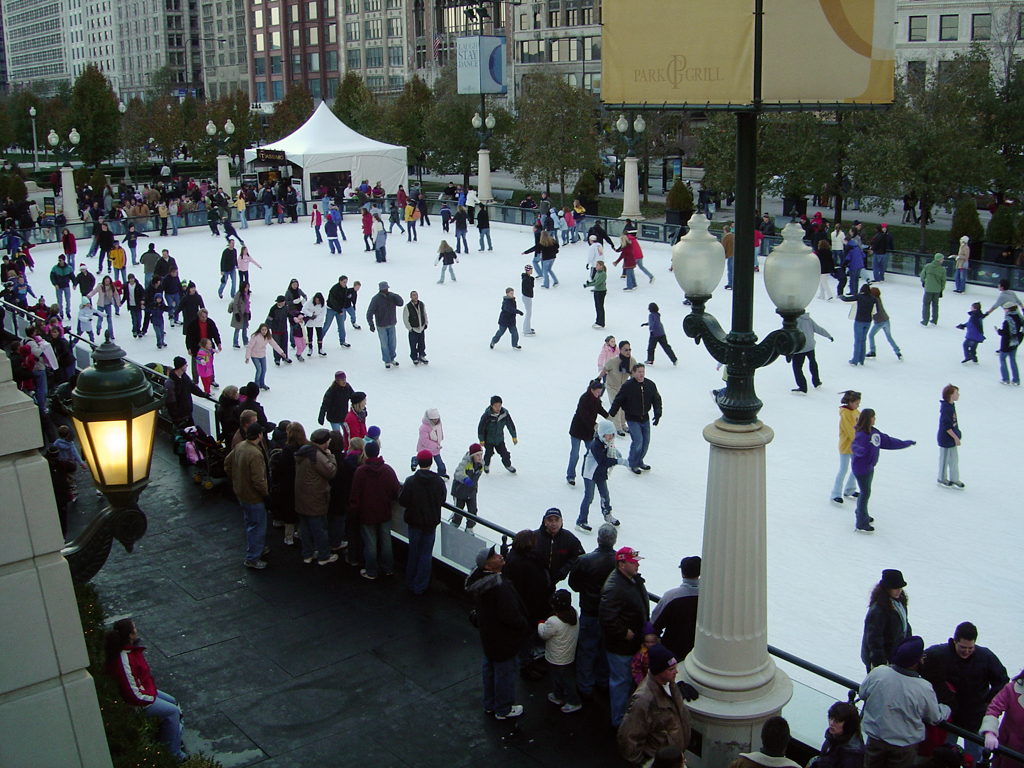
McCormick Tribune Plaza & Ice Rink

Die McCormick Tribune Plaza & Ice Rink ist eine Mehrzweckeinrichtung am Westrand des Millennium Parks gegenüber dem Historic Michigan Boulevard District. Sie wurde am 20. Dezember 2001 als erste Attraktion des Millennium Parks eröffnet. Gebaut wurde die Anlage mit einer Spende der Robert R. McCormick Foundation in Höhe von 3,2 Millionen USD. Vier Monate im Jahr, von Mitte November bis Mitte März, dient die Anlage als kostenlose öffentliche Schlittschuhbahn. Die Eisbahn wird von der Chicagoer Abteilung für kulturelle Angelegenheiten betrieben.
Den Rest des Jahres dient es als Park Grill Plaza, mit 150 Plätzen Chicagos größtes Outdoor-Restaurant mit zeitgenössischer amerikanischer Küche. Es bietet eine schöne Aussicht auf den Park und beherbergt verschiedene kulinarische und musikalische Veranstaltungen während der Sommermonate. Der Park Grill Plaza ist mit dem Park Grill Restaurant assoziiert. Das Restaurant stand im Fokus zahlreicher Kontroversen, in denen über Mitarbeiter von Bürgermeister Daley, die Investoren des Restaurants sind, seine exklusive Lage und die lukrativen Vertragsbedingungen gestritten wurde. Obwohl es eines der finanziell erfolgreichsten Restaurants in Chicago ist, bleibt der Park Grill auch nach einem mehrjährigen Rechtsstreit, der bis zu den Berufungsgerichten von Illinois ausgetragen wurde, von Grundsteuern befreit. Daneben zahlen die Eigentümer auch nicht für die Gas- und Wasserversorgung oder die Müllabfuhr.

## Nutzungsmöglichkeiten
Der Millennium Park hatte im Eröffnungsjahr drei Millionen Besucher und laut dem Crain’s Chicago Business vier Millionen im Jahr 2009. Zusätzlich zu den verschiedenen Nutzungsmöglichkeiten der permanenten Installationen wurden im Park einige andere bemerkenswerte Ereignisse veranstaltet, einschließlich des jährlichen Grant Park Music Festivals und der Jahrhundertfeier von Daniel Burnhams Plan of Chicago von 1909, zu der die sogenannten Burnham Pavillons temporär aufgebaut wurden. Der Millennium Park wurde in mehreren Filmen und Fernsehshows gezeigt. Seit dem Jahr 2013 beherbergt der Millennium Park das Chicago Jazz Festival.

### Grant Park Music Festival

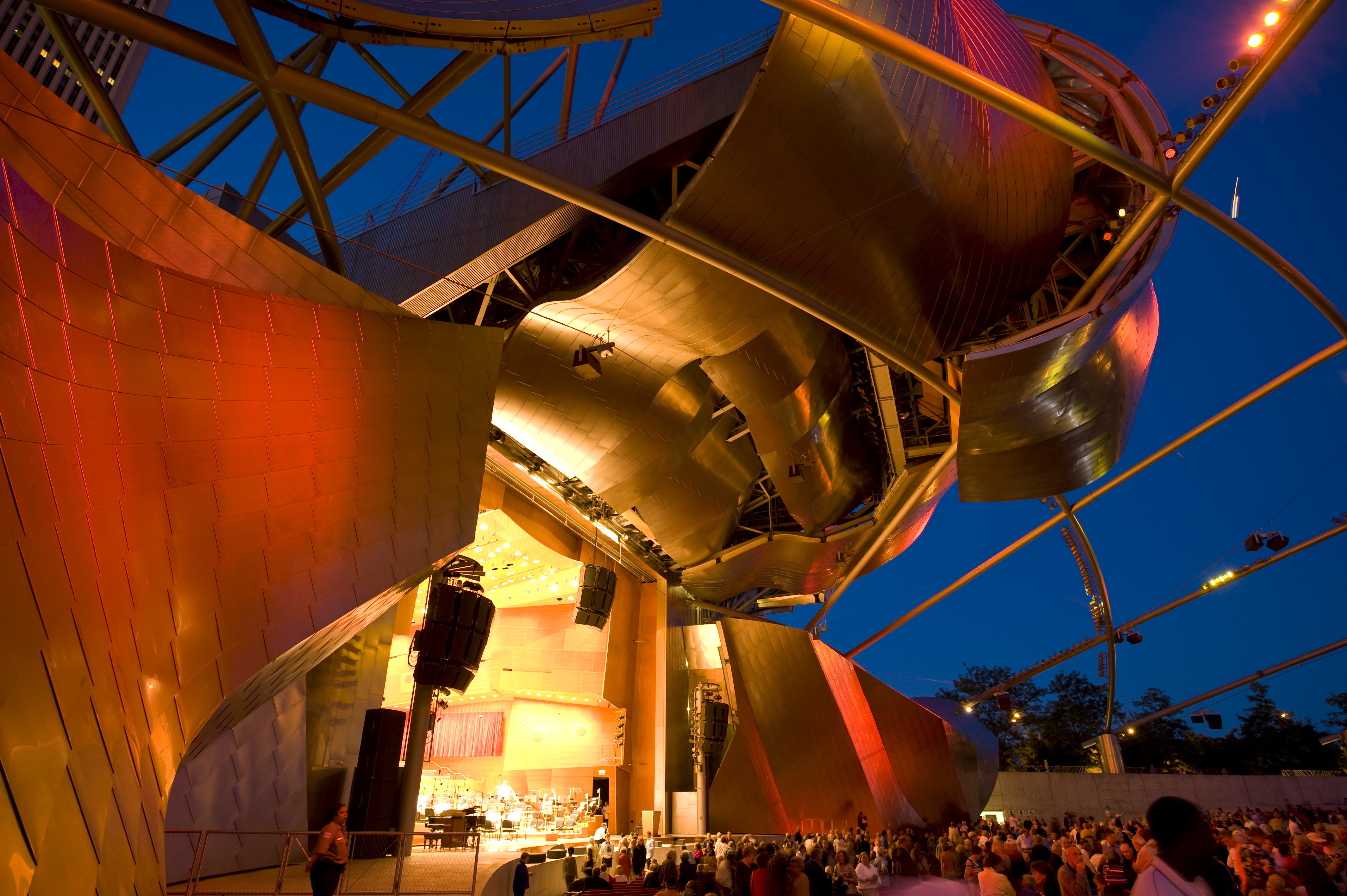
Das Grant Park Music Festival 2005 im Jay Pritzker Pavilion

Das Grant Park Music Festival ist eine jährliche, zehn Wochen dauernde Konzertserie klassischer Musik, des Grant Park Symphony Orchestras und des Grant Park Chorus sowie Auftritten von Gastmusikern und -dirigenten. Seit 2004 findet das Festival im Jay Pritzker Pavilion statt. Gelegentlich fand es im Harris Theater statt. Das Festival hat den Status einer Non-Profit-Organization, und nimmt für sich in Anspruch, die einzige Freiluftkonzertreihe klassischer Musik bei freiem Eintritt zu sein.
Das Grant Park Music Festival ist eine Chicagoer Tradition seit 1931, als der Bürgermeister von Chicago, Anton Cermak, vorschlug, die Stimmung der Einwohner von Chicago während der Großen Depression durch Konzerte bei freiem Eintritt zu verbessern. Die Tradition der Konzerte des symphonischen Grant Park Music Festival begann 1935. Die Saison 2004, in der das Festival in den Jay Pritzker Pavilion umzog, war die siebzigste Saison dieser Veranstaltung. Vorher wurde das Grant Park Music Festival in der Petrillo Music Shell im Grant Park aufgeführt.

### Burnham Pavilions
Im Jahr 2009 wurden die Architekten Zaha Hadid und Ben van Berkel eingeladen, zwei Pavillons auf der Chase Promenade zu entwerfen und zu bauen, zum Gedenken an den 100. Jahrestag von Daniel Burnhams Chicago-Plan. Die Pavillons wurden privat finanziert und als temporäre Installationen entworfen. Sie standen im Fokus der Feiern des Burnham-Plans.
Der van Berkel-Pavillon wurde von zwei parallelen Ebenen gebildet, die durch geschwungene Kegel zusammengehalten wurde. Er war auf einem Stahlrahmen montiert und mit glänzend weißem Sperrholz beplankt. Der Hadid-Pavillon bestand aus gespannten Stoffhüllen über einem geschwungenen Aluminium-Rahmen. Eine Video-Präsentation mit Bezug zur Einhundertjahrfeier des Burnham-Plans wurde nach Einbruch der Dunkelheit auf seine inneren Stoffwände projiziert.
Beide Pavillons sollten am 19. Juni 2009 vorgestellt werden, der Hadid-Pavillon wurde jedoch nicht rechtzeitig fertig. Nur das Aluminium-Skelett war für die Öffentlichkeit zum geplanten Termin zugänglich. Die Arbeit wurde erst am 4. August 2009 abgeschlossen. Beide Pavillons wurden nach dem 1. November 2009 demontiert.

## Budget
Private Spender spendeten 205 Millionen USD für den Bau des Parks. Diese wurden nur auf Einladung gesucht, wobei das minimale Engagement zunächst bei 15 Millionen Dollar lag.
Der Beitrag der Stadt betrug 270 Millionen USD. Davon stammten 95 Millionen USD aus Steuereinnahmen, die durch die Methode des Tax Increment Financing eingenommen wurden, einer öffentlichen Finanzierungsmethode lokalen Zuschnitts, die als Zuschuss für Infrastruktur- oder andere kommunale Maßnahmen in den Vereinigten Staaten verwendet wird. Dabei wurde angenommen, dass der Bau des Millennium Parks zur Wertsteigerung der umliegenden Immobilien führen wird. 175 Millionen USD stammten aus Bauanleihen, die mit den Einnahmen aus einem öffentlichen Parkhaus unter dem Park verbunden waren. Das kombinierte Finanzierungssystem beeinträchtigte zum Teil die öffentliche Funktion des Parks, da Teile des Parks für Aktivitäten der Sponsoren geschlossen wurden. Dieses Vorgehen wurde auf öffentlichen Druck aufgehoben. Dafür sind die Sehenswürdigkeiten mit den Namen der Spender verknüpft.
Während der Entwicklung und des Baus des Parks gab es viele Designänderungen und es wurden viele Strukturen hinzugefügt, neu gestaltet oder verändert. Diese Änderungen mündeten häufig in Budgetüberschreitungen. Zum Beispiel lag das Budget des Pritzker Pavilions bei 10,8 Millionen USD. Das aufwändige, freitragende Design von Gehry erforderte eine weitere Pfahlgründung für das zusätzliche Gewicht. Die Kosten für den Bau beliefen sich schließlich auf 60,3 Millionen USD. Die Gesamtkosten des Parks beliefen sich auf fast 500 Millionen USD.
Bürgermeister Daley schob zunächst einen Großteil der Schuld für die Verzögerung und die Kosten auf Frank Gehry, der den Pavillon und die BP Pedestrian Bridge entworfen hatte. Das Büro von Daley entschuldigte sich später bei dem Architekten.
Ein investigativer Bericht der Chicago Tribune beschrieb den Park und die Budgetüberschreitungen als

“…expensive public-works debacle that can be traced to haphazard planning, design snafus and cronyism.”

„…teures Debakel öffentlicher Bauarbeiten, das auf willkürliche Planung, Designchaos und Vetternwirtschaft zurückverfolgt werden kann.“

| Projekt                                                                                    | Plankosten            | Endkosten           | % der Plankosten |
| ------------------------------------------------------------------------------------------ | --------------------- | ------------------- | ---------------- |
| Garage                                                                                     | 87,5 Millionen USD    | 105,6 Millionen USD | 121 %            |
| Metra Aufbau                                                                               | 43,0 Millionen USD    | 60,6 Millionen USD  | 141 %            |
| Jay Pritzker Pavilion                                                                      | 10,8 Millionen USD    | 60,3 Millionen USD  | 558 %            |
| Harris Theater                                                                             | 20,0 Millionen USD    | 60,0 Millionen USD  | 300 %            |
| Park Ausbau/Freiflächen                                                                    |                       | 42,9 Millionen USD  |                  |
| Design und Verwaltungskosten                                                               |                       | 39,5 Millionen USD  |                  |
| Ausstattung                                                                                | 10,0 Millionen USD    | 25,0 Millionen USD  | 250 %            |
| Crown Fountain                                                                             | 15,0 Millionen USD    | 17,0 Millionen USD  | 113 %            |
| BP Pedestrian Bridge                                                                       | 8,0 Millionen USD     | 14,5 Millionen USD  | 181 %            |
| Lurie Garden                                                                               | 4,0–8,0 Millionen USD | 13,2 Millionen USD  | 330 % – 165 %    |
| Cloud Gate Skulptur                                                                        | 6,0 Millionen USD     | 23,0 Millionen USD  | 383 %            |
| Exelon Pavilions                                                                           |                       | 7,0 Millionen USD   |                  |
| Säulenhalle/Wrigley Square                                                                 | 5,0 Millionen USD     | 5,0 Millionen USD   | 100 %            |
| Chase Promenade                                                                            | 6,0 Millionen USD     | 4,0 Millionen USD   | 67 %             |
| McCormick Tribune Plaza & Eislauffläche                                                    | 5,0 Millionen USD     | 3,2 Millionen USD   | 64 %             |
| Verschied. (Zäune, Terrassen, Zeichnungen)                                                 |                       | 1,6 Millionen USD   |                  |
| Gesamt (mit höheren Kosten für den Lurie Garden)                                           | 224,3 Millionen USD   | 482,4 Millionen USD | 215 %            |
| Quelle: Chicago Tribune. Anmerkung: enthält nicht Boeing Galleries oder Nichols Bridgeway. |                       |                     |                  |

Laut Louis Weisberg, dem Beauftragten der Abteilung für kulturelle Angelegenheiten, und James Law, dem Executive Director des Bürgermeisterbüros für besondere Angelegenheiten, wurde das Projekt, nachdem die Planung abgeschlossen war, im Rahmen des revidierten Budgets abgeschlossen.

## Öffentliche Wahrnehmung und Kritik
Der Park wurde überwiegend positiv bewertet. Die Financial Times beschreibt den Millennium Park als

“an extraordinary public park that is set to create new iconic images of the city […] a genuinely 21st-century interactive park [that] could trigger a new way of thinking about public outdoor spaces.”

„ein außergewöhnlicher öffentlicher Park, der bereit ist, neue ikonische Bilder der Stadt zu schaffen […] ein wirklich interaktiver Park des 21. Jahrhunderts, [der] eine neue Art des Denkens auslösen könnte über öffentliche Freiluftbereiche.“

Die Zeitschrift Time empfiehlt, sowohl den Besuch des Cloud Gates als auch den des Jay Pritzker Pavilions bei einer Reise nach Chicago als sehenswerte Attraktionen einzuplanen. Der Reiseführer Frommers bewertet den Millennium Park als eine der besten Gratis-Aktivitäten von Chicago und lobt den Park für seine verschiedenen künstlerischen Angebote. Der San Francisco Chronicle lobt den Park als ein Schaufenster der Kunst und Stadtgestaltung, Time schreibt von einer bürgerlichen Phantasmagorie wie Antonio Gaudis Park Güell in Barcelona, mit dem Unterschied, dass dies ein Produkt von einem Ensemble kreativer Geister ist.
Richard Solomon, Direktor der Graham Foundation for Advanced Studies in the Fine Arts, beschrieb den Park mit den Worten:

“This is not simply a background park, where a series of individual objects exist in a field. The objects here have become the field. It is densely packed like the city itself. This is a different idea of an exterior experience than in most parks. It is closer to a theme park or a shopping mall.”

„Das ist nicht einfach nur ein Park der Vergangenheit, wo eine Reihe von einzelnen Objekten in einem Feld existieren. Die Objekte werden hier zum Feld. Es ist dicht gepackt wie die Stadt selber. Dies ist eine andere Vorstellung von einer Außen-Erfahrung als in den meisten Parks. Er ist näher dran an einem Freizeitpark oder einem Einkaufszentrum.“

Der für seine Arbeit über die Chicagoer Lakefront mit dem Pulitzer-Preis ausgezeichnete Architekturkritiker der Chicago Tribune, Blair Kamin, pries den Park mit den Worten:

“This bold combination of engineering, architecture, public art and landscape design, which reprises the alliance that built the triumphant 1893 World's Columbian Exposition in Chicago, propels the city into the new millennium - a definitive moment in the architectural revival that has replaced the timid traditionalism of the mid-1990s with the bold modernism of today.”

„Diese kühne Kombination von Technik, Architektur, Kunst im öffentlichen Raum und Landschaftsgestaltung, eine Neuinszenierung der Allianz, die 1893 die triumphale Weltausstellung in Chicago schuf, treibt die Stadt in das neue Jahrtausend – ein eindeutiger Zeitpunkt der architektonischen Wiederbelebung, welche den schüchternen Traditionalismus Mitte der 1990er Jahre durch die kühne Moderne von heute ersetzt.“